# Gustav Kunze
Gustav Kunze (ur. 4 października 1793 w Lipsku, zm. 30 kwietnia 1851 tamże) – niemiecki lekarz i przyrodnik.
W 1813 rozpoczął studia na Uniwersytecie w Lipsku, a w 1819 uzyskał doktorat z medycyny. Już w trakcie studiów odbywał wycieczki naukowe po Niemczech, podczas których obserwował i zbierał grzyby. Wyniki swoich badań opisał w 1817 w dziele Mykologische Hefte. W 1815 pisał artykuły o gąbkach do różnych czasopism. W 1818 czasopismo Neue Schriften der Naturforschenden Gesellschaft zu Halle opublikowało jego pracę o owadach.
Kunze był członkiem wielu towarzystw i organizacji botanicznych. W 1817 roku został członkiem Wernerian Natural History Society w Edynburgu, w 1818 Towarzystwa Botanicznego w Ratyzbonie, w 1819 Towarzystwa Przyrodników w Moskwie, a w następnych latach w ponad 20 innych towarzystw naukowych w Niemczech, Francji, Belgii, Szwecji i we Włoszech. W 1820 r. został członkiem Leopoldiny. W 1818 był współzałożycielem Towarzystwa Przyrodniczego w Lipsku, a od 1822 jego sekretarzem. W tym samym roku został profesorem nadzwyczajnym medycyny, a kilka lat później kuratorem i bibliotekarzem w Vereinten Gehlerschen Medicinische Bibliothek w Lipsku. Pełnił tę funkcję do 1848 r. W 1835 został docentem, a w 1845 profesorem zwyczajnym botaniki. W 1837 objął kierownictwo Ogrodu Botanicznego przy Uniwersytecie w Lipsku.
Przy nazwach naukowych utworzonych przez niego taksonów dodawane jest jego nazwisko Kunze.